# دوندونی

دوندونی شهری در شهرستان کایائو در استان بازگا در بورکینافاسوی مرکزی است و جمعیت آن ۴۹۸۸ نفر است.